# 迪瓦地区马里尼亚克
迪瓦地区马里尼亚克（法語：Marignac-en-Diois，法語發音：[maʁiɲak ɑ̃ diwa]）是法国德龙省的一个市镇，位于该省中东部，属于迪镇区。

## 地理
迪瓦地区马里尼亚克（44°48'9"N, 5°20'1"E）面积18.26 平方千米，位于法国奥弗涅-罗讷-阿尔卑斯大区德龙省，该省份为法国东南部内陆省份，北起顺时针与伊泽尔省、上阿尔卑斯省、上普罗旺斯阿尔卑斯省、沃克吕兹省和阿尔代什省接壤。
与迪瓦地区马里尼亚克接壤的市镇（或旧市镇、城区）包括：沙马洛克、迪镇、波内和圣欧邦、圣昂代奥勒、圣朱利安昂坎、瓦雪昂韦科尔。

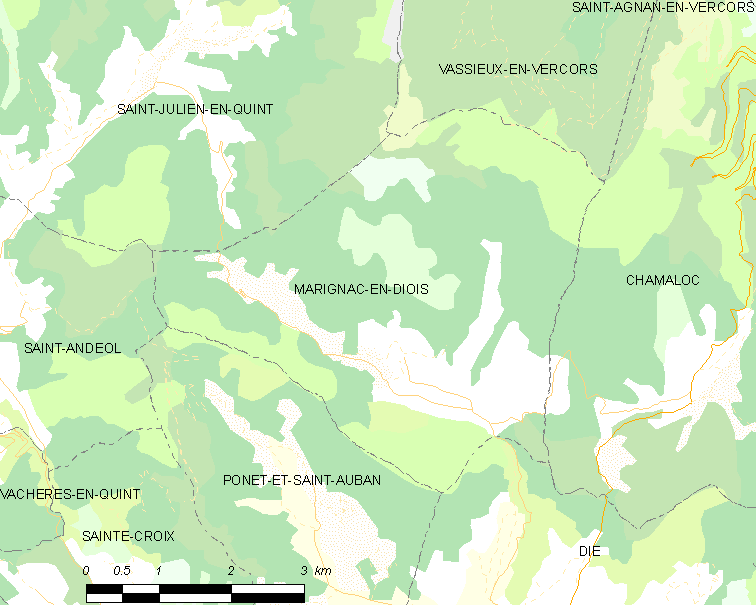
迪瓦地区马里尼亚克的OSM定位图

迪瓦地区马里尼亚克的时区为UTC+01:00、UTC+02:00（夏令时）。

## 行政
迪瓦地区马里尼亚克的邮政编码为26150，INSEE市镇编码为26175。

## 政治
迪瓦地区马里尼亚克所属的省级选区为迪瓦县。

## 人口

1962-2008年间迪瓦地区马里尼亚克人口变化图示

迪瓦地区马里尼亚克于2022年1月1日时的人口数量为226人。